# Josef Bohuslav Foerster
Josef Bohuslav Foerster (ur. 30 grudnia 1859 w Pradze, zm. 29 maja 1951 Novém Vestci) – czeski kompozytor i pedagog. 

## Życiorys
W latach 1879–1882 uczył się w Praskiej Szkole Organowej. Pełnił funkcję organisty w kościele św. Wojciecha na Nowym Mieście (1882–1888) i chórmistrza w kościele Matki Bożej Śnieżnej (1889–1894). Pisywał krytyki muzyczne do praskiej gazety Národní listy. W 1888 roku poślubił sopranistkę Bertę Lautererovą (1869–1936). W 1893 roku wyjechał do Hamburga, gdzie uczył muzyki i pisał artykuły do Hamburger Freie Presse i Hamburger Nachrichten, a od 1901 roku prowadził klasę fortepianu w konserwatorium hamburskim. Poznał wówczas Gustava Mahlera. W 1903 roku przeprowadził się wraz z żoną do Wiednia, gdzie wykładał kompozycję w Neues Konservatorium i pisał do Die Zeit. W 1918 roku wrócił do Pragi. Uczył kompozycji w Konserwatorium Praskim (1919–1931) i na Uniwersytecie Karola (1920–1936). W latach 1931–1939 był prezesem České akademie věd a umění. W 1945 roku otrzymał tytuł artysty narodowego.
Opublikował kilka esejów, a także szczegółową autobiografię (Praga 1929–1947).

## Twórczość
W swojej twórczości kontynuował tradycje romantyczne. Największe znaczenie mają powstałe przed I wojną światową opery, utwory wokalne i instrumentalne. W operach kontynuował tradycje Smetany i Fibicha, jego dzieła cechują się realizmem i pogłębioną psychologią postaci, w warstwie muzycznej zbliżał się do modernizmu. Modernistyczne w zakresie melodyki i harmoniki pieśni i utwory orkiestrowe Foerstera wykazują pokrewieństwo z twórczością Gustava Mahlera. Symfonie mają charakter programowy, nie nawiązując jednak bezpośrednio do żadnego utworu literackiego.

## Wybrane kompozycje
(na podstawie materiałów źródłowych)

### Utwory orkiestrowe
- symfonie: I d-moll (1888), II F-dur (1885), III D-dur „Život” 1894, IV c-moll „Veliká noc” 1905, V d-moll 1929)
- suity orkiestrowe: V horách (1884), Cyrano de Bergerac (1903), Ze Shakespeara (1909), Jaro (1911), Jičínská suita (1923)
- uwertury i poematy symfoniczne: Tragická ouvertura (1895), Slavostní ouvertura (1907), Mé mládi (1900), Legenda o štěstí (1909), Jaro a touha (1912)
- I koncert skrzypcowy c-moll (1911)
- II koncert skrzypcowy d-moll (1926)
- Koncert wiolonczelowy (1931)
- Capriccio na flet i małą orkiestrę (1941)

### Utwory kameralne
- Nonet na skrzypce, altówkę, wiolonczelę, kontrabas, flet, obój, klarnet, fagot i róg (1931)
- Kwintet na instrumenty dęte (1909)
- Komorní hudba na fortepian i kwartet smyczkowy (1928)
- kwartety smyczkowe: I E-dur (1888), II D-dur (1893), III C-dur (1907), IV F-dur (1944)
- tria fortepianowe: I f-moll (1890), II B-dur (1894), III a-moll (1921)
- 3 sonaty skrzypcowe
- 2 sonaty wiolonczelowe

### Pieśni na głos i fortepian
- Erotikon (1896)
- Písně touhy (1897)
- Písně jarní a podzimni (1896–1898)
- Passiflora (1896–1906)
- Pohádka o dlouhé touze (1910)
- Hrst klasů (1905–1916)
- U bran štěstí (1945)

### Utwory wokalno-instrumentalne
- Stabat Mater na chór mieszany, orkiestrę i organy (1892)
- Glagolská mše (1923)
- oratorium Svatý Václav na głosy solowe, chór mieszany, orkiestrę i organy (1928)
- Te Deum na chór mieszany, orkiestrę i organy (1931)
- Missa in honorem Beatae Mariae Virginis (1948)

### Kantaty
- Mrtvým bratřim na głosy solowe, chór mieszany, orkiestrę i organy (1918)
- Čtyři bohatýři na chór mieszany i orkiestrę (1913–1921)
- Máj na baryton, chór mieszany, recytatora i orkiestrę (1936)
- Píseň bratra slunce na baryton, chór mieszany i orkiestrę (1944)
- Kantáta 1945 na głosy solowe, chór mieszany i orkiestrę (1945)

### Opery
- Debora (1891, wyst. Praga 1893)
- Eva (1897, wyst. Praga 1899)
- Jessika (1904, wyst. Praga 1905)
- Nepřemožení (1917, wyst. Praga 1918)
- Srdce (1922, wyst. Praga 1923)
- Bloud (1936, wyst. Praga 1936)